# Qannubin-Kloster
Das Kloster Unser Liebfrauen von Qannoubine (auch: Kanobin, Kannobin, Kanubin, Qannubin; arabisch دير قنوبين, dayr qannūbīn) ist ein maronitisches Kloster im Wadi Qadischa im Libanon. 

## Name
Das Wort Qanubin stammt vom griechischen Wort Kenobion, das Kloster bedeutet. 
Das Qannubin-Kloster gilt als das bedeutendste im Wadi Qadischa. Es befindet sich im Nordosten des Tales am Fuß des Berges Al-Makmal und ist das älteste maronitische Kloster. Der Talabschnitt wird gelegentlich auch nach dem Kloster selbst benannt.

## Geschichte
Der Legende nach wurde die Anlage von einem Schüler des byzantinischen Kaisers Theodosius I. (347–395) gegründet. Von 1440 bis 1823 war das Kloster Sitz des maronitischen Patriarchen des Qadischa-Tals. 24 Patriarchen haben dort gelebt. Die Mönchszellen, Unterkünfte für Reisende sowie die Kirche wurden in den Felsen geschlagen.
Mehrfach war das Kloster Austragungsort von Synoden (1596, 1598) der maronitischen Kirche.

## Architektur
Die Gebäude sind aus einfachen Bruchsteinen ausgeführt und zum großen Teil in Vorsprünge und Grotten des Berges eingefügt. Das Gewölbe der einschiffigen Kirche wurde komplett in den Felsen gehauen. Im Großen und Ganzen ist die Ausstattung sehr schlicht. Die Fresken stammen aus dem 18. Jahrhundert. Bemerkenswert ist vor allem die Darstellung der Krönung Mariens durch die Dreifaltigkeit. Eine syrische Inschrift aus dem Hohenlied lautet: 
« Komm herab vom Libanon, meine Braut, und du wirst gekrönt werden». (Nach Hld 4,8 )
Seit 1992 haben Schwestern der Maronitischen Antonianer das Kloster übernommen.